# Splatoon (漫画)
『Splatoon』（スプラトゥーン）は、ひのでや参吉による日本の漫画作品。任天堂のゲームソフト、スプラトゥーンシリーズを題材としたギャグ漫画である。2023年11月時点で累計発行部数は330万部を突破している。2017年8月からYouTubeの「コロコロチャンネル」にてコミックアニメが公開されている。
内容は、ウデマエC-（ゲーム『スプラトゥーン』ではゲームの腕前によって階級が分けられており、その中で最低がC-となっている）の主人公・ゴーグルくんが所属するブルーチームの活躍や成長を描いたギャグ・アクション作品。

## あらすじ

### 『Splatoon』
S4編（1巻 - 2巻）
ナワバリバトルナンバーワンを決めるコロコロカップに参加したブルーチーム。全員がB-以下という低ランクにもかかわらず、初戦で最高ランクS+のライダーと対戦し大健闘の末勝利し、その後もS4と対戦する。
ヒーローモード編（3巻）
ひょんなことからアタリメ司令にNew! カラストンビ隊隊員3号とその2に抜擢されたゴーグルとライダー。ハイカラシティから奪ったデンチナマズ・オオデンチナマズの電力を使い、地上に攻め込もうとしているタコを止めることになる。途中、タコゾネス、タコツボックスなどに妨害されるものの無事に切り抜け、ついにタコ軍団のボスDJタコワサ将軍と対戦することに。Splatoon（初代）のヒーローモードのストーリーをもとにしている。
ハイカラスクエア編（3巻 - 6巻）
常にトレンドを追い求めるイカ、グローブくんに連れられハイカラシティの近くの町ハイカラスクエアにたどり着いたゴーグルたち。しかし、そこに店を構えるロブの店を壊してしまう。グローブからスクエアキング杯で優勝すれば店を持つことができることを告げられ、参加することとなる。予選を難なく勝ち抜いたブルーチームだったが、そこで大会4連覇の絶対王者、エンペラーのことを聞かされる。エンペラーの圧倒的な実力と威圧感に怖気づくものの、スミカケチーム・はぐれイカチーム、そして準決勝でグローブチームを破りついに決勝へ進出する。
サーモンラン編（6巻）
優勝パーティーの途中、ひょんなことからクマサン商会でバイトすることになったゴーグルとグローブ。また、エンペラーは修行のため、マスクは新作のゲーム代を稼ぐためにバイトに参加する。無事にすべてのWAVEをクリアしたゴーグル達であったが、ゴーグルは海に落ちてしまう。帰りの船もどんどん遠ざかっていき、海に流され、見知らぬ場所につくこととなる。
オクト編（7巻 - 8巻）
ゴーグルが流されてたどり着いた地下の謎の研究施設で、記憶を失っているタコのハチ（ゴーグルの考案した呼び名）、そしてアタリメ司令と出会う。3人は研究施設の「中央駅」にいる「しゃべるデンワ」に出会い、地上にある「約束の地」に行くため、ゴーグルとハチはチャレンジをクリアし「4つのアレ」をゲットしていく。途中で、無線機を拾った「テンタクルズ」のヒメ、イイダとも無線機が繋がる。さらに、途中でハチの仲間であるタコの女の子ナナとも出会う。ブルーチームやライダーが登場するなどアレンジも加えられているが、ストーリーはSplatoon2のオクト・エキスパンションを忠実になぞっている。
ガチマッチ編（8巻 - 11巻）
ウデマエXによるチームXブラッドから、大きなイベントがあると告げられる。そのイベントとはガチ版のスクエアキング杯のことだった。ブルーチームは、ブルーペラチームとして（試合に出られないメガネの代わりにエンペラーが加入）戦いに挑む。いつもと違う環境下でのバトルに少し戸惑いを覚えながらも、予選を勝ち抜いたブルーペラチームだったが、本戦でXブラッド相手に歯が立たなかった新エンペラーチームを目の当たりにする。準決勝第一試合ではXブラッドにグローブチームが一矢報いるものの、力及ばず敗北。試合後に一同はスカルの口からヴィンテージとの関係と過去を明かされる。準決勝第二試合でブルーペラチームはS4チームと対戦し勝利。決勝戦へ進出する。
新章ヒーローモード編（11巻 - 12巻）
ある朝、グローブはいつものように身支度をしていた。しかし、ゲソをセットしていたところ、ドライヤーの電源が入らない。そこで彼が向かったブキ屋で偶然会ったゴーグルと共に「デンキあるよ〜！」と書かれた看板を疑うことなくマンホールの中へ。そこで出会ったシオカラーズのホタルから、ニュー! カラストンビ隊隊員3号と4号に任命されたゴーグルとグローブ。ハイカラスクエアから奪ったデンチナマズ・オオデンチナマズの電力を使い、地上に攻め込もうとしているタコを止めることと、突然失踪したホタルの相方、アオリの捜索を依頼される。Splatoon2のヒーローモードのストーリーに準拠している。
ブキチの冒険編（12巻 - 13巻）
オリジナルストーリー。ゴーグルとブキチがナンタイ山にてブキチの祖父、ブキノサイの宝を巡って3人の守り人とバトルすることに。
ファイナルフェス編（13巻 - 14巻）
混沌派と秩序派に別れて戦う最後のフェスが開催。対戦メンバーはランダムで決定される。「秩序の使徒」を名乗るコズミックが、「秩序こそが美しい！だが、混沌、秩序、この世はどちらも溢れている…カミの声が聞こえる！今こそどちらの世界を選ぶか決める時が来たのだ！」と発言した事をきっかけに、混沌vs秩序のフェスが始まる。
シャドウ編（14巻 - 15巻）
オリジナルストーリー。何処かへ行ってしまったコジャッジを探し出し、ジャッジの元へ帰そうとするゴーグル達。しかし、コジャッジが何者かによって捕らえられてしまう。コジャッジを捕らえたのは、ゴーグルにそっくりな、ゴーグルのシャドウだった。ゴーグルのシャドウの他にも、ニットキャップ、メガネ、ヘッドホンのシャドウが地面から出て来る。ゴーグルのシャドウは、自分達の事を「デカ・タワー(バトルを行うロビーが含まれている建物)」で行われたバトルの熱が増幅した電波エネルギー」と話し、コジャッジを人質に取り、「自分達とナワバリバトルで三番勝負をし、負けたらハイカラスクエアから出て行け」とゴーグル達に話す。
スタンプラリー編(16巻)
オリジナルストーリー。ブルーチームはナワバリバトル、ガチマッチ、サーモンランに参加してスタンプが貰え、抽選にあたれば景品として「旅行」や「商品券」や「1年間食べ放題」が貰えるスタンプラリーに参加する。

### 『Splatoon バンカラ！』
バンカラ8傑編(1巻 - 3巻)
いろいろな事からバンカラ街着いたゴーグル。そこでミツアミに出会い、バンカラ8傑の一人、ホーンメットに目を付けられ、バトルすることになる。そしてバトルが終わって、ブルーチームのみんなと合流して買い物を済ませた後、とあることからバンカラ8傑の上位4人、通称「新バンカラクラス」が持っているブラックラベルを無くするためにバトルをすることになる。
サーモンラン、ビックラン編（4巻）
コジャケは、ボーイが落とした缶を追いかけていく。それを見たミツアミとゴーグルはクマサン商会に気づかず入っていく。そこで出会ったサンサンサングラスとエイトとともに危険なバイトをすることになる。
サイド・オーダー編（5巻）
ハイカラスクエアに電車で向かう途中、ひょんなことから白いハイカラスクエア「秩序の街」にたどり着いたゴーグル。そこでハチとドローンの姿になったヒメと再会する。三人はイイダを探しつつ、元の世界に帰還するために「秩序の塔」を攻略することになる。

## 登場人物
声優はコミックアニメ版のもの。

### ブルーチーム
元あおぐみの4人が集まってできたチーム。ほとんどのメンバーは頭が抜けているため、他のイカたちからはよくアホチームと呼ばれる。リーダーはメガネくん。バンカラ地方になってからミツアミちゃんが仲間になったため、入れ替わりでバトルするようになった。
ゴーグルくん
声 - 小松未可子
この作品の主人公。いつも目立っているがリーダーではない。ウデマエC-。使用ブキはスプラシューターコラボ→スプラシューター（S4編以降）。一人称は「オレ」。基本的に他のキャラクターを「くん」、「ちゃん」付けで呼ぶが、ライダーなどのライバルは呼び捨てである。
周囲から「アホ」と称されるほど頭が抜けている能天気な性格の持ち主。おまけに破天荒な行動を起こすため、事あるごとにメガネくんやヘッドホンちゃんに突っ込まれている。しかし、格上が相手であっても怖気づくことはなく、むしろバトルを楽しもうとする。またライダーにも「S4以上の力があるかもしれない」と言われるなど、ウデマエで計れない強さがあり、他にもメガネから「あいつ、けっこうセンプクスキルあるよな」と言われたり、インクに足を滑らせて落下しながらもブレずにスカルにスーパーショットをヒットさせる など、元々の能力は高い。ハイカラスクエア編ではボトムスが変更されている。好物は祖母手作りの梅干しとゴハン。
勝負の切り札や相手チームへの決定打、相手のリーダーとの一騎打ちの際にスーパーショットを使うことが多く、第3話でサファリハット(実際は変装したアロハ)に避けられた以外、作中では必中というコントロールも持っている。その後のハイカラスクエア編以降ではその役割がスーパーチャクチに変更され、敵の近くにいる味方にスーパージャンプして一網打尽にすることが多い。
食欲旺盛な性格でもあり、バトル中にカレーを食べたり(その行動がアーミーたちオレンジチームの動揺を誘い、結果的にチームを勝利に導いた)、梅干しや団子を持ち歩いたり、ドリンクを飲み過ぎて肥満化したり、さらにはタコワサ将軍のUFOに宙吊りにされている状況でも弁当を食べたりしていた。
また、10回腹筋するだけで筋肉が急激に増強する筋肉質(息を吐くと元に戻る)。
1巻〜3巻第11話までのギアはパイロットゴーグル、アーマージャケットレプリカ、ヒーローキックスレプリカであり、ヒーローモード編ではヒーローシリーズにパイロットゴーグルを足したような漫画版オリジナルデザインの服装となっている。3巻11話より高所からのスーパージャンプの勢いでパイロットゴーグルを除く服が全て燃え尽きてしまったので変更、アーマージャケットレプリカがマウンテンノリタマゴにチェンジしたがそれ以外は変わっていない。ボケvsツッコミフェスではボケチーム、ファイナルフェス編では混沌チーム。
メガネくん
声 - 白石晴香
ブルーチームのリーダー。ウデマエC+。使用ブキは主にホクサイ。一人称は「ボク」。自他ともに認めるツッコミ役で、チームの中ではまともな存在だが、しょっちゅう体を張ったボケに巻き込まれたりしている。例として、イカスフィア内でバランスを崩して自分が回転する、味方のローラーに体を巻き込まれる、眼鏡のレンズをニットキャップちゃんに唐突に割られるなど。また彼自身も抜けているところがある。驚くと眼鏡から眼球が飛び出る描写がされるが、実際は度付きレンズ。グローブくんのことを色眼鏡で見ている描写があるが、なんだかんだ言って信頼している。
ガチマッチ編では上記の理由で大会を欠場するも、めげることなくブルーペラチームのサポーターとしてゴーグル達を支えている。ボケvsツッコミフェスではツッコミチーム、ファイナルフェス編では秩序チーム。
ヘッドホンちゃん
声 - 近藤玲奈
ブルーチームのツッコミ役。使用ブキはスクイックリンα→スプラチャージャー（S4編以降）。一人称は「ワタシ」。曲者ぞろいのブルーチームの中ではしっかり者で、ウデマエもチームの中で最も高いB-。ハイカラスクエア編ではボトムスがスカートに変更されている。
ハイカラスクエア編では、決勝戦前にスコープを付けようとしたが、スカルに「仲間のサポートのための射撃なんだろう？」と諭されたことで考えを改める。決勝戦でエンペーサーに「よそ見はよくない」と言われるが、「仲間を見るよそ見は悪くないよ！」と反論する。ボケvsツッコミフェスではツッコミチーム、ファイナルフェス編では秩序チーム。
ニットキャップちゃん
声 - 小松未可子
ブルーチームの小ボケ役。使用ブキはバケットスロッシャー。ウデマエC。少々間延びした口調で話す。一人称は「アタシ」。常に笑っていられるほど楽天的な性格の持ち主であり、眼鏡の左右のレンズを指二本で一息に割るほどの力がある 。ハイカラスクエア編では髪型が変更されていて、バンカラ地方でも変わっている。「うぇーい」が口癖。ボケvsツッコミフェスではボケチーム、ファイナルフェス編では混沌チーム。
ミツアミちゃん
バンカラ地方になってから仲間になった。使用ブキはトライストリンガー。一人称は「ワタシ」。バトルになると変な声が出て人見知りが発動する。注目の8人「バンカラ8傑」に選ばれたが、実戦経験があまりない。ブルーチームとともにバトルをしていく。相棒にコジャケがいる。

### イエローチーム
ブルーチームとは一緒に練習試合をしている仲。なお、『スプラトゥーン』発売前に描き下ろしたマンガのため、ブルーチームのサブウェポンやスペシャルウェポン、イエローチームの一部キャラのフクやボウシが原作とは異なっている。

### イエローグリーンチーム
リーダーはライダー。もともとはライダーが集めた即席のチームだったが、ブルーチームと戦って以来、自主的に集まって練習するようになっている。
ライダー
声 - 吉川幸之助
イエローグリーンチームのリーダーでゴーグルくんのツッコミ役。よくゴーグルにズボンを下ろされては返り討ちにしている。ウデマエはS+。使用ブキはダイナモローラーテスラ→ダイナモローラーベッチュー（ガチマッチ編）。一人称は「オレ」。
当初は他の三人を「トルネード要員」と吐き捨てたり、「バトルは強い奴が一人いれば勝てるんだよ」と発言するなど、傲慢な態度が目立ったが、ブルーチームに敗北して以来考えを改めた様子。気に入らない者に対して態度の悪いことや、すぐに舌打ちすることなどであまりいい印象ではないが、根は誠実な性格。自身が使用しているブキ以外のものも性能を試すため練習しているため、単行本2巻第6話「特訓」で3Kスコープを使いブルーチーム相手に練習試合をした。ガチマッチ編では欠場したアーミーに代わる形でS4チームとして出場している。ファイナルフェス編では混沌チーム。バンカラ編ではグローブと組んでブルーチームと試合するが、案の定、相性は悪く、試合の最初から喧嘩をするハメとなっている。

### オレンジチーム
軍隊らしく、統制がとれたチーム。全員がアタマをモンゴウベレーで揃えており、ギアにも統一感が見られる。
アーミー
声 - 河西健吾
オレンジチームのリーダー。ウデマエ最高ランクS+の中でも凄腕の四天王の一人。軍人気質で、目の下に自分でペイントを入れている。メンバーからは「隊長」と呼ばれ慕われている。使用ブキはN-ZAP85。一人称は「ワガハイ」。
バトルしたデータを集め、相手の動きを読んで戦うイカアミマニュアル を得意とする。これとスーパーセンサーの組み合わせによりブルーチームを苦戦させた。予想外のことに弱いタイプで、ブルーチーム戦でもそれが裏目に出て敗北した。バトル後、ゴーグルくんから「バトルは何があるかわからないから面白い」と諭され、今までの「勝利こそすべて」という考えを改めた。また、ブルーチーム戦以降はカレーにハマるようになり、事あることにお手製のカレーを振舞っていることからゴーグルくんにカレー隊長と呼ばれている。ガチマッチ編ではカレーの素材を集めている最中に虫に襲われて手足を負傷し欠場するも、他チームのデータを集めながらS4チームのサポーターとして尽力している。ファイナルフェス編では秩序チーム。

### グリーンチーム
何かとサファリハットがトラブルに巻き込まれる事が多く、実際にメンバーが揃って戦ったのはガチマッチの予選になってから。ブルーチームの対戦中にアロハに潜入されてからはバトル前に仲間が本物か確かめるようになった。

### ピンクチーム
全員がフクにアロハシャツを揃えており、ギアはいかにも夏のリゾートを連想させるコーディネート。全員パリピらしく、パーティーやイベントでの自分たちの写真をインターネットによくアップしている。
アロハ
ピンクチームのリーダー。ウデマエ最高ランクS+の中でも凄腕の四天王の一人。使用ブキは.52ガロン→.52ガロンベッチュー（ガチマッチ編）。一人称は「オレ」。
軽薄な性格で、言葉の最後には「♪」がつくことが多い。軽やかなダンスで塗るミラーボールダンスが得意。喧嘩していたブルーチームを侮辱するものの、自分たちも些細なことで喧嘩し、最終的には「アホシンクロパワー」で敗北した。試合後、「仲の良さは比べることじゃない」ことを悟る。ハイカラスクエア編ではヘアスタイルが変更されている。単行本8巻第30話「仮装大会」の最後ではXブラッドの写真を持っており、ダブルエッグとレッドソールの存在を気づいていた素振りをしていた。ファイナルフェス編では混沌チーム。

### シアンチーム
全体的にコーディネートが暗く、全員が常に下げ眉をしており、性格も暗い。 全員いわゆるオタクであり、バトル以外のプライベートでも集まってゲームをしたりマンガを読んだりする仲間でもある。
マスク
シアンチームのリーダー。ウデマエ最高ランクS+の中でも凄腕の四天王の一人。使用ブキはカーボンローラーデコ。一人称は「オレ」。「フヒヒ」「デュフフ」と不気味に笑う癖を持つ。
リア充に恨みを抱いており、それらを滅ぼすことを信条とする。対決前からブルーチーム（特にニットキャップちゃん）に嫌悪感を抱いていた。サブウェポンを用いたSW（サブウェポン）地獄 を得意とする。しかし、ニットキャップちゃんの発言によりできたスキに挽回され、「ザコにはローラーを一振りもしない」ということを忘れてしまい、結果敗北する。試合後、自分たちも（憧れの）リア充だったことに気づかされた。タレ目。実は花粉症らしい。(タコマスクをしているため大丈夫とのこと。)ファイナルフェス編では秩序チーム。

### パープルチーム
スカルは定位置から動かず敵のキルに専念し、他の3人が陣地を広げる戦法を得意とする。話は弾まないが仲はいいらしい。
スカル
パープルチーム（とS4チーム）のリーダーで、ウデマエ最高ランクS+の中でも凄腕の四天王の一人。S4の中でも最強のイカでもある。使用ブキは3Kスコープカスタム→4Kスコープ。一人称は「オレ」。
脅威の命中率を誇る絶対射程領域 スカルエリアを得意とする。その場から一歩も動かずに全員ヒットさせるなど、その実力は明白である。しかし、ライダーとの特訓の末生み出したゴーグルくんの新しい必殺技イカズマジェット に敗れ、試合に敗北する。試合後、どんな相手でもバトルを楽しめることも強さであると悟った。甘党で、実は天然。団子等を食べる際には、見えない速さで自分の口に入れるという早技を見せているが、ゴーグルくんがスーパーショットを決める際に一度だけマスクが外れている。眉毛が無いのは生まれつき。ボケvsツッコミフェスではツッコミチーム、ファイナルフェス編では混沌チーム。

### ダークグリーンチーム
ブラスターを愛する4人兄妹チーム。通称ブラスターブラザーズ。ゴーグルくんにブラブラと言われ、怒っていた。バリアを纏って肩車状態で攻めるガトリングブラスターを得意とする。直撃できなくても爆風でヒットできるブラスターの特性にいつも助けられているらしい。誕生日は兄妹で作ったケーキをプレゼントしており、見た目はともかくとても美味しいらしい。生まれた順番はサイクルメットくん→ストライプちゃん→さくらちゃん→スケボーメットくんとなっている。

### グローブチーム
グローブ曰く、幼なじみで結成したチームとのこと。Xブラッド戦では、スペシャルウェポンを駆使してX-フォール（後述）の布陣を崩し、カウントを獲得するも、力及ばず敗れる。
グローブくん
グローブチームのリーダー。ハイカラスクエア出身のイカで、常にトレンドを追い求めている。使用ブキはスプラマニューバー。一人称は「オレ」。
以前はヨロイセットを装備し、14式竹筒銃を使っていたが、山篭りの最中にエンペラーに試作品のスプラマニューバーを渡される。その後大会に出場するも、決勝戦でエンペラーに敗北する。その時にエンペラーから「お前のトレンドは見た目だけ」と言われるも、見た目だけでもここまで強くなれたと立ち直っている。FCチーム戦で「そんなに暑苦しいと女の子にモテないよ」という大胆なセリフを発したのも彼。髪型（ゲソがた）に自信を持っており、朝はセットするのに1時間かけているほど。そのため髪が取れたりすると自我を失ってしまう。Xブラッド戦では、X-フォール（後述）をギリギリながらも避けるという誰も出来なかった事を成功させたのも束の間、撃墜される。ボケvsツッコミフェスではボケチーム、ファイナルフェス編では秩序チーム。
また、バンカラ編で再会し、SPのカニタンクを使用した際もゲソが取れるアクシデントも健在している。
ブロウくん
グローブチームの副リーダー。使用ブキはスプラスコープ。普段はポーカーフェイスだが、真顔になりながら吹き出す笑い上戸な一面を持つ。掛けているメガネは度付きで、メガネが風に飛ばされた時は手探りで探していた。メガネーズの一員。

### イカロスチーム
イカロスくんがトイレの中で発案したフォーメーション4DS（４人で襲撃の略語）が武器のチーム。なお、4DSはメガネはダサいと言っていたが、メンバー全員は気に入っている。

### FCチーム
全員ボーイのチーム。服は全員FCジャージに統一されている。練習中にガールを誘ってみようと思うようにもなったが、結局ボーイ4人しか集まらずガールがいるグローブチームに敵対心を抱いていたが、グローブチームとの対決を機にグローブくんを「アニキ」と呼び（スクールカーデチームのような熱烈さとはまた別の熱血さで）尊敬するようになっている。

### スクールカーデチーム
一見コギャル系ガールのチームと思われるが、実は女装したボーイのチームである。イエローグリーンチームとの対決を機に、ライダーを「アニキ」と呼び好意を寄せるようになっている。実際の声は野太く、ボーイの時のゲソ型は坊主頭。女装用の服は4人で手分けをして買ってきたらしい。同じ服装のため名前とゲソ型がリンクしている。

### スミカケチーム
全員のフクのブランドはタタキケンサキで統一されている。全員綺麗好きで、やられることを汚されるとして認識している。毎回ゴーグルくんが持ってきた団子のタレが飛び散り、スミカケのスミカケシャツに付き、「汚れた」と言って気絶するもしくはキレるのが定番になっている。また、全員綺麗好きのなのでいつも石鹸の匂いがしているとのこと。
スミカケ
使用ブキはプライムシューター。二重が特徴。「汚れるのは大嫌いだが、対戦相手をインクまみれにするのは大好き」であり、その矛盾をメガネくんに突っ込まれている。 トマトソースパスタが好物らしい。

### はぐれイカチーム
能天気なイカに嫌気がさし、真面目に生きるはぐれ者チーム。1人を除いて全員のおでこに「はぐれ」と書かれているのが特徴。インクを隅々まで塗ったり、スペシャルウェポンも並列という、プレイスタイルも真面目。また、カモン！で呼び合い、味方を不意打ちから助けたり一気に攻めたりするなどチームワークも重視しているが、それが裏目にでてゴーグルくんのスーパーチャクチをくらった。実はお互いに素顔を見たことがないらしい。

### エンペラーチーム
大会四連覇を果たしたベテランチーム。隙間を塗りつぶし、相手と出会うことで必ず勝つ王道（エンペラーロード）を得意とする。チームの全員、カイザーカフ、キングベンチカイザーをつけている。
エンペラー
「絶対王者」の異名を持つイカ。自分の実力に絶対の自信とプライドを持っており、自らを王と呼ぶことも少なくない。使用ブキはスプラマニューバーコラボ。一人称は「オレ」。
ガチマッチ編ではフクが変更されており、ブルーペラチームとして参加。決勝戦では何を思ったか、メガネくんがかけていた眼鏡のレンズをわざわざ割ってから自分が着けて戦いに臨んだ。ロブさんの店で「修行」といいアルバイトをしている。ファイナルフェス編では秩序チーム。
プリンツ
エンペラーの弟。使用ブキは兄と同じくスプラマニューバーコラボ。一人称は「ボク」で、兄のことは「兄さん」と呼んでいる。
兄から直々にバトルの手ほどきと帝王学を学んでいる。内向的な性格の持ち主で、優秀な兄にコンプレックスを抱いていることもあり、引っ込み思案な一面を持つ。しかし、新エンペラーチームのリーダーとなってからは成長し、引っ込み思案な面はほとんど見られなくなった。 「シンペラーチーム」という名の発案者 。ボケvsツッコミフェスではツッコミチーム、ファイナルフェス編では混沌チーム。
エギングJr（ジュニア）
スター選手の息子として知られるイカ。 使用ブキはクラッシュブラスター。チームでも随一の身軽さを誇り、アロハやグローブをも凌ぐほど。ノリも軽い。ファイナルフェス編では混沌チーム。
エンペーサー
チームの紅一点であり、クールかつ寡黙な性格をしたガール。使用ブキはスプラスコープ。「女騎士」の異名を持つ。スカルを超える程の射撃の腕がある。
ファイナルフェス編では秩序チーム。
ノーレース
ガチ杯にエンペラーと入れ替わりで加入したメンバー。使用ブキはシャープマーカー。プリンツをさん付けで呼ぶなど少し気弱だがその分頑張り屋。エンペラーの家の庭師の息子で、メンバーとは顔なじみ。エンペラーチームの練習を見ていた所をプリンツが気付いて声をかけたことがきっかけでエンペラーチームに加入した。

### ハチチーム
「オクト編」で登場。4人とも同じ部隊だっただけあって、チームワークは抜群。全員天然ボケな部分があるのも特徴。名前は全てゴーグルくんに付けられ、全員気に入っているそう。
ハチ
一人称は「ボク」。オクト編の当初はゴーグルのボケを受け流していた。また、ゴーグルにうっかりズボンを脱がされた時も一切動じずに受け流すメンタルの強さも持っている。使用ブキはホットブラスター。ボケvsツッコミフェスではボケチーム、ファイナルフェス編では秩序チーム。手首についているバンドに「10008」と描いてあったのでハチという名前がつけられた。

### 仮装ラブチーム
仮装好きのチームで仮装が完璧に揃わないとパワーが出せないほどの筋金入り。メンバーは3人しかおらず、仮装を愛する4人目の仲間をいつも探している。

### アセストップソシナチーム
ソイヤッ！が口癖の工事のバイト仲間のチーム。「いい汗をかけばかくほど良いチームワークに繋がる」をモットーとしており、ヘッドホンちゃんも熱量が凄いと驚いていた。汗をよくかくため、洗濯はこまめにしているようで、特に柔軟剤にはこだわっているらしい。スクールカーデチーム同様全員同じ服装のため、髪型と名前がリンクしている。

### イロマキレンジャーズチーム
戦隊ヒーローのようなチームで、ゴーグルくんと同じくらい頭が抜けている。クツ以外は全員統一されており、何かとかっこいいポーズを付けたがる。元々は運動が苦手だったが、ポーズの練習をしているうちに好きになったらしい。使用ブキは全員スパッタリーで統一。

### Xブラッド
全員がウデマエXのチームで、ガチマッチの覇者。4人で四方から集中攻撃を仕掛けるX-フォールを使い、挑戦者を苦しめた。戦略面では、基本的に最初にある程度カウントを確保し、そこからは相手を押さえ込み、試合終了まで叩きのめすという戦略をとっている。スカルとタレサンとは前から知り合いだったが、スカルとタレサンがチームを抜けた後、Xランキング上位のダブルエッグ、レッドソールをチームに入れた。
ヴィンテージ
使用ブキはクーゲルシュライバー。一人称は「オレ」。ウデマエX以下のプレイヤー達を見下しており、「X以外俺達を倒せない」、「S帯もそれ以下もクズ」、「Xに敵うものなどない」などと吐き捨てていたが、ブルーペラチームと戦い、「楽しむ」ということを学んだ。Xゾーンという能力を持つ。かつてはスカルやタレサンと同じチームだったが、スカルがパープルチームを結成したため２人とは袂を分かっている。辛いものが好きで、甘党のスカルとは対をなす。ボケvsツッコミフェスには参加していない。ファイナルフェス編では秩序チーム。
オメガ
使用ブキはノーチラス47。彼女もXゾーンを使える。ヴィンテージとは幼馴染みらしい。自分の好きなバンドの曲をチームメイトに勧めてたいと少しだけ思っている。ファイナルフェス編では秩序チーム。
ダブルエッグ
使用ブキはクアッドホッパーホワイト。エギングJrをも超える身軽さを見せているほどの素質はあるものの、ヴィンテージと言い合いになりグローブに隙を突かれるなどチームワークがうまくいっていない様子。ヴィンテージのよく行く店に付いていったら辛くて大変な思いをしたそう。ファイナルフェス編では秩序チーム。
レッドソール
使用ブキはオーバーフロッシャー。一人称は「アタシ」。見た目は可愛らしい。しかし、新エンペラーチームの新技「カイザーアロー」で撃墜されたダブルエッグを「キャハハ」と嘲笑うなど腹黒い一面もある。しかし根は常識人。「キャハハハ」が口癖。オメガに可愛い服を着せたいと思っているが、なかなかショッピングに連れ出せないそう。ファイナルフェス編では秩序チーム。

### ブキノサイの宝を守る者達
ブキチの祖父・ブキノサイの宝の3つに分けられた鍵を持っている。
ギガギョコツ
「勇気」を試す者。頭にギガギョコツをかぶっている。使用ブキはプロモデラーPG。一人称は「オレ」。ナイスダマは馬鹿力で低空に留まっている。コズミックアンテナとは幼馴染。
ファイナルフェス編では混沌チーム。
バーニングブロイラー
「力」を試す者。頭のギア、バーニングブロイラーが特徴。使用ブキはクアッドホッパーブラック。一人称は「ワシ」。自身が投げるロボットボムにも、トサカが付いている（ヒヨコと言っていた。）。「〜じゃ」が口癖。脚力が自慢。ファイナルフェス編では混沌チーム。
ジャスティスブレイン
「知」を試す者。モニター付きの被り物をかぶっている。喋り方が少し片言。使用ブキはボールドマーカーネオ。一人称は「ボク」。ゴーグルとナワバリバトルをするとき、自分が勝つように計算するが、ゴーグルの頭の抜けた計算できない動きで、自分も「アホ」を学んでしまう。アフロ。ファイナルフェス編では秩序チーム。

### ファイナルフェス編のキャラクター
コズミックアンテナ
一人称は「わたし」。アンテナを使い味方を操り戦った。昔は語尾が「っぺ」であり、その喋り方がゴーグルとのバトル中にバレてしまう。ファイナルフェス編では秩序チーム。

### シャドウ
ゴーグルたちの影。バトルの熱から生まれた実体を持つ電波エネルギー。本体とは正反対の性格をしている。（シャドウゴーグルを見たゴーグルくんは真面目カッコイイーと言っていた。）

### ごった煮チーム
ライダー
イエローグリーンチームのリーダーで使用武器はダイナモローラーテスラ。グローブとは息が合わず開幕直後から喧嘩をしている。
グローブ
グローブチームのリーダーでクールさを求めている。ハイカラスクエアにいた頃からライダーとは息が合わず、案の定この試合でも言い合いが多発した。
ハチ
深海メトロで出会った謎の大きタコボーイ。現在では記憶を取り戻しており、バトルを楽しんでいる。ごちゃ混ぜキング杯の出場も予定しているようだ。
ミツアミちゃん
初めてのヒトだらけでとても緊張していたらしい。このチームでの試合をきっかけに新たなチームを作ると宣言。

### 新バンカラクラス
ワイヤーグラス
バンカラ8傑の中でも最強クラスの強さを持つ。使用武器はプライムシューター。最強なだけあって目覚まし時計にも毎日勝っているらしい。プリンツのことを「王子様」と呼んでいる。
8ビット
使用武器はダイナモローラーでライダーにも負けない強さを持つ。ごちゃまぜキング杯前には、ヴィンテージを睨み合っている様子が分かる。
シューディ
使用武器は4Kスコープ。普段から何故かスコープを持ち歩いているが強さは本物。スカルと同じかそれ以上の強さを持つ。ブルーチームとの対戦後はナゾナゾの本を買い始めてたが中々解けずに苦戦を強いられている。
デメニギスくん
バンカラ8傑の1人で、熱いハートを持つ優しいイカ。下には妹がいる。遊園地が好きだが絶叫系は苦手らしい。
マルノミ
ブルーチーム（基本的にゴーグルくん）を「センパイ」と呼んでいるボーイ。（髪が長いのでガールと間違わないように注意。）
使用ブキはデンタルワイパースミ。まっすぐに突っ込んでから攻撃する「マルノミ斬り」という技を使える。

### その他のキャラクター
シオカラーズ(アオリ、ホタル) / 1号、2号
ハイカラシティのアイドルユニット。要所で現れてゲームの実況・解説をする。ヒーローモード編では、S4以上の実力を見せた。アオリは新章ヒーローモード編にてDJタコワサ将軍に洗脳され、失踪する。
アタリメ司令
ハイカラシティのマンホールに住まう老イカ。活躍目覚ましいゴーグル（ついでにライダー）に目を付ける。オクト編では、ゴーグル達に「スパイギア」を渡した。
ロブさん
ハイカラスクエアの「ロブズ・10・プラー」の店長。ことある毎に屋台を壊されている苦労人。ブルーチームがアルバイトをした時は繁盛中でもブルーチームに休憩を取らせたり、ゴーグルが作った料理を食べて絶賛するなど優しい部分もある。『バンカラ！』では旅に出ている。
テンタクルズ
ハイカラスクエア編で登場。スクエアキング杯の準決勝から実況を担当する。オクト編では、無線機越しにゴーグル達をサポートする。
ワカバ
8巻番外編で登場。自分のチームが結成されていなかった為、ブルーチームと共にナワバリバトルをし、黄金のスプラシューターを手に入れた。なお、手に入れた黄金のスプラシューターは気合いを入れたい時に磨いているらしい。会話には敬語を使う。
ブキチ
ブキ屋、カンブリアームズの店主。祖父でアタリメ司令の知り合いでもあったブキノサイ を敬愛している。口癖は「〜でし」。ジャッジくんがいない時は審判もこなす。
スイミングモーグル
メガネーズの一員。フォロバ率100%らしい。

## 書誌情報
- ひのでや参吉 『Splatoon』 小学館〈てんとう虫コミックス〉、全16巻
  1. 2016年7月28日発売[10]、ISBN 978-4-09-142215-6
    - フルカラー版：2017年8月28日発売、ISBN 978-4-09-142493-8

  2. 2017年1月27日発売[11]、ISBN 978-4-09-142289-7
  3. 2017年6月23日発売[12]、ISBN 978-4-09-142413-6
  4. 2017年10月27日発売[13]、ISBN 978-4-09-142494-5
  5. 2018年2月28日発売[14]、ISBN 978-4-09-142623-9
  6. 2018年7月27日発売[15]、ISBN 978-4-09-142729-8
  7. 2018年11月28日発売[16]、ISBN 978-4-09-142807-3
  8. 2019年2月28日発売[17]、ISBN 978-4-09-142866-0
  9. 2019年6月28日発売[18]、ISBN 978-4-09-143040-3
  10. 2019年10月28日発売[19]、ISBN 978-4-09-143083-0
    - 巻末にイイダが描いた漫画「DEAR SENPAI」が掲載。イカ語で描かれており、日本語に翻訳されている。

  11. 2020年3月27日発売[20]、ISBN 978-4-09-143144-8
  12. 2020年7月28日発売[21]、ISBN 978-4-09-143214-8
  13. 2020年11月26日発売[22]、ISBN 978-4-09-143244-5
  14. 2021年4月28日発売[23]、ISBN 978-4-09-143292-6
  15. 2021年8月27日発売[24]、ISBN 978-4-09-143315-2
  16. 2022年1月27日発売[25]、ISBN 978-4-09-143379-4
- ひのでや参吉 『Splatoon バンカラ！』 小学館〈てんとう虫コミックス〉、既刊6巻（2025年4月28日現在）
  1. 2023年1月27日発売[26]、ISBN 978-4-09-143571-2
  2. 2023年6月28日発売[27]、ISBN 978-4-09-143611-5
  3. 2023年11月28日発売[1]、ISBN 978-4-09-143659-7
  4. 2024年4月26日発売[28]、ISBN 978-4-09-143711-2
  5. 2024年11月28日発売[29]、ISBN 978-4-09-149833-5
  6. 2025年4月28日発売[30]、ISBN 978-4-09-154028-7